# Chalcura niayensis
Chalcura niayensis is een vliesvleugelig insect uit de familie Eucharitidae. De wetenschappelijke naam is voor het eerst geldig gepubliceerd in 1957 door Risbec.